# Билев
Билев (пол. Bylew) — село в Польщі, у гміні Слесін Конінського повіту Великопольського воєводства.
Населення — 245 осіб (2011).
У 1975-1998 роках село належало до Конінського воєводства.

## Демографія
Демографічна структура станом на 31 березня 2011 року:
|          | Загалом | Допрацездатний вік | Працездатний вік | Постпрацездатний вік |
| -------- | ------- | ------------------ | ---------------- | -------------------- |
| Чоловіки | 127     | 31                 | 85               | 11                   |
| Жінки    | 118     | 31                 | 63               | 24                   |
| Разом    | 245     | 62                 | 148              | 35                   |